# Jonathan González (voetballer, 1999)
Jonathan Alexander González Mendoza (Santa Rosa, 13 april 1999) is een Mexicaans-Amerikaans voetballer die doorgaans speelt als middenvelder. In juli 2024 verruilde hij Monterrey voor FC Juárez. González maakte in 2018 zijn debuut in het Mexicaans voetbalelftal .

## Clubcarrière
González speelde in de jeugd van Atletico Santa Rosa en kwam in 2014 terecht in de opleiding van Monterrey, nadat hij al had meegetraind met het eveneens Mexicaanse Club Tijuana. Drie jaar later kwam de middenvelder in het eerste elftal terecht. Zijn professionele debuut maakte hij op 22 juli 2017, toen met 0–0 gelijkgespeeld werd tegen Monarcas Morelia. Hij mocht in de basis starten en in de zesenvijftigste minuut werd hij gewisseld. Zijn eerste doelpunt maakte de middenvelder op 6 januari 2019. Nadat Aviles Hurtado de score had geopend tegen Pachuca, verdubbelde González de voorsprong. Ramiro Funes Mori scoorde vervolgens tweemaal en het slotakkoord was van Ángel Zaldívar. In de zomer van 2021 werd hij voor een half seizoen verhuurd aan Necaxa. Na afloop van deze verhuurperiode werd hij opnieuw verhuurd, ditmaal aan Querétaro. In de zomer daarop werd Minnesota United de derde club die hem op huurbasis overnam. In de zomer van 2024 verkaste González naar FC Juárez.

## Clubstatistieken
| Seizoen | Club               | Competitie          | Competitie | Competitie | Beker | Beker | Internationaal | Internationaal | Totaal | Totaal |
| Seizoen | Club               | Competitie          | Wed.       | Dlp.       | Wed.  | Dlp.  | Wed.           | Dlp.           | Wed.   | Dlp.   |
| ------- | ------------------ | ------------------- | ---------- | ---------- | ----- | ----- | -------------- | -------------- | ------ | ------ |
| 2017/18 | Monterrey          | Liga MX             | 37         | 0          | 7     | 0     | —              | —              | 44     | 0      |
| 2018/19 | Monterrey          | Liga MX             | 23         | 1          | 3     | 0     | 6              | 0              | 32     | 1      |
| 2019/20 | Monterrey          | Liga MX             | 12         | 0          | 10    | 0     | 3              | 0              | 25     | 0      |
| 2020/21 | Monterrey          | Liga MX             | 12         | 0          | 0     | 0     | 3              | 0              | 15     | 0      |
| 2021/22 | → Necaxa           | Liga MX             | 6          | 0          | 0     | 0     | —              | —              | 6      | 0      |
| 2021/22 | → Querétaro        | Liga MX             | 4          | 0          | 0     | 0     | —              | —              | 4      | 0      |
| 2022    | → Minnesota United | Major League Soccer | 8          | 1          | 0     | 0     | —              | —              | 8      | 1      |
| 2022/23 | Monterrey          | Liga MX             | 0          | 0          | 0     | 0     | —              | —              | 0      | 0      |
| 2023/24 | Monterrey          | Liga MX             | 15         | 0          | 0     | 0     | 5              | 0              | 20     | 0      |
| 2024/25 | FC Juárez          | Liga MX             | 11         | 0          | 0     | 0     | 3              | 0              | 14     | 0      |
| Totaal  | Totaal             | Totaal              | 128        | 2          | 20    | 0     | 20             | 0              | 168    | 2      |

Bijgewerkt op 6 januari 2025.

## Interlandcarrière
González maakte zijn debuut in het Mexicaans voetbalelftal op 31 januari 2018. Op die dag werd een vriendschappelijke wedstrijd tegen Bosnië en Herzegovina met 1–0 gewonnen door een doelpunt van Hugo Ayala. De middenvelder moest van bondscoach Miguel Herrera op de reservebank beginnen en mocht negen minuten na rust invallen voor Elías Hernández.
| Interlands van Jonathan González voor Mexico | Interlands van Jonathan González voor Mexico | Interlands van Jonathan González voor Mexico | Interlands van Jonathan González voor Mexico | Interlands van Jonathan González voor Mexico | Interlands van Jonathan González voor Mexico |
| №                                            | Datum                                        | Wedstrijd                                    | Uitslag                                      | Competitie                                   | Goals                                        |
| Als speler bij Monterrey                     | Als speler bij Monterrey                     | Als speler bij Monterrey                     | Als speler bij Monterrey                     | Als speler bij Monterrey                     | Als speler bij Monterrey                     |
| -------------------------------------------- | -------------------------------------------- | -------------------------------------------- | -------------------------------------------- | -------------------------------------------- | -------------------------------------------- |
| 1                                            | 31 januari 2018                              | Mexico – Bosnië en Herzegovina               | 1 – 0                                        | Vriendschappelijk                            |                                              |
| 2                                            | 7 september 2018                             | Mexico – Uruguay                             | 1 – 4                                        | Vriendschappelijk                            |                                              |
| 3                                            | 2 oktober 2019                               | Mexico – Trinidad en Tobago                  | 2 – 0                                        | Vriendschappelijk                            |                                              |

Bijgewerkt op 6 januari 2025.